# Cofactor enzimàtic
Un cofactor és un ió o molècula que participa en el procés catalític sense ser enzim ni substrat. Pot contribuir a la unió de l'enzim al substrat o a la catàlisi. Si els cofactors són ions metàl·lics o molècules orgàniques reben el nom de coenzims. Un cofactor és un compost no proteic lligat a una proteïna. La seva acció conjunta amb la proteïna és imprescindible perquè aquesta pugui dur a terme la seva activitat biològica. Aquestes proteïnes que solen ser enzims i cofactors es poden considerar molècules d'ajut per a transformacions bioquímiques. Amb els enzims, els cofactors també són classificats segons la força amb què estan lligats a la proteïna. Si no estan fortament lligats, s'anomenen coenzims i, si ho estan, grups prostètics.
L'enzim inactiu, és a dir, sense el cofactor s'anomena apoenzim. D'altra banda, l'enzim complet amb el cofactor es diu holoenzim.
Alguns enzims o complexos enzimàtics requereixen diferents cofactors. Un exemple és el piruvat deshidrogenasa que intervé en la glucòlisi i el cicle de l'àcid cítric. Els cofactors orgànics solen ser vitamines o estan fets de vitamines. Molts d'ells contenen la AMP, com a part de la seva estructura, com per exemple l'ATP, el FAD, el NAD+ i el coenzim A.
Els cofactors poden participar en aquest procés de dues maneres diferents:
- A través d'una unió forta amb l'apoenzim, sense ésser modificats en el cicle catalític.
- Actuant com un segon substrat, essent modificats en el cicle catalític, fet que fa que necessitin una altra reacció química per tornar a l'estat original.

## Classificació
Els cofactors es classifiquen en dos grups: els cofactors orgànics (flavin, heme…) i els cofactors inorgànics (Mg2+, Cu+...). Els cofactors orgànics, a vagedes són dividits en coenzims i grups prostètics.
- Els coenzims fan referència als enzims i a les propietats funcionals de les proteïnes.
- Els grups prostètics fan referència a l'origen de l'enllaç d'un cofactor a una proteïna (enllaç covalent) i, per això, es refereix a les propietats estructurals.

Malgrat tot, es poden trobar diferents definicions pels termes: 
- Cofactor
- Coenzim
- Grup prostètic.

El 1979, en una carta publicada a "Trend in Biochemical Sciences", s'aprecià la confusió entre els diferents termes i es tornaren a definir. Els cofactors van ser definits com una substància addicional, a part de la proteïna i el substrat, que era necessària per a l'activitat de l'enzim i, els grups prostètics com una substància que fa la seva pròpia via catalítica, juntament amb una molècula enzimàtica simple. El terme coenzim no va ser definit.

### Inorgànics
- Ions metàl·lics: Els ions metàl·lics són cofactors comuns. En l'àmbit de la nutrició, la llista dels elements essencials reflecteix el seu paper com a cofactors. En els humans, aquesta llista inclou el ferro, el manganès, el cobalt, el coure, el zinc, el seleni i el molibdè. Malgrat que el dèficit de crom causa la intolerància a la glucosa, no s'ha identificat cap enzim humà que utilitzi aquest metall com a cofactor. El iode és també un element essencial, però aquest és utilitzat com a part de l'estructura de les hormones tiroidals, més que com un cofactor enzimàtic.

El calci és imprescindible com a component de la dieta humana i, és necessari per a la plena activitat de molts enzims, com ara l'òxidnítric-sintasa, proteïnes fosfatases o l'adenilat-cinasa, però el calci activa aquests enzims en la regulació al·lostèrica, unint aquests enzims amb un complex que conté calmodulina. Tot i així, el calci és una molècula de senyalització de la cèl·lula i no és considerada normalment com un cofactor de l'enzim que regula.
Altres organismes requereixen metalls addicionals com cofactors enzimàtics, com per exemple el vanadi en la nitrogenasa dels bacteris fixadors del nitrogen del gènere Acetobacter; el tungstè en l'aldehid-ferrodixina-oxidoreductasa dels Pyrococcus furiosus i, fins i tot, cadmi en el anhidrasa carbònica de la marina diatòmica Thalassiosira weissflogii.
En molts casos, el cofactor inclou tant un component orgànic com inorgànic simultàniament. Un grup diferent d'exemples són les proteïnes plegades, que estan constituïdes d'una porfirina que està unida a un grup ferro.
- Nucli de sulfur de ferro: Els "clusters" de sulfur de ferro són complexes d'àtoms de ferro i sofre units a proteïnes partir de residus de cisteïna. Tots dos tenen un paper funcional i estructural, a més a més de la transferència d'electrons, reaccions de reducció-oxidació i com a moduladors estructurals.

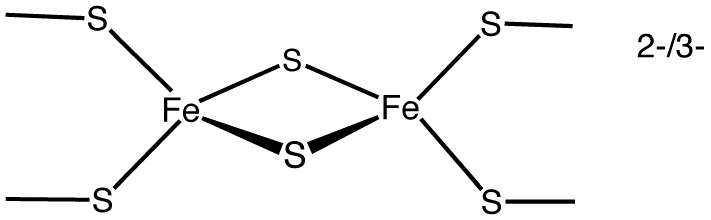
Un simple [Fe₂S₂] clúster que conté dos àtoms de ferro i dos de sofre, coordinats per quatre proteïnes residus cisteïnes.

| Ió             | Exemples d'enzims que contenen aquest ió                 |
| -------------- | -------------------------------------------------------- |
| Coure          | Citocrom oxidasa                                         |
| Ferro o fèrric | Catalasa Citocrom (via Heme) Nitrogenasa Hidrogenasa     |
| Magnesi        | Glucosa 6-fosfat Hexocinasa                              |
| Manganès       | Arginasa                                                 |
| Molibdè        | Nitrat reductasa                                         |
| Níquel         | Ureasa                                                   |
| Seleni         | Glutatió peroxidasa                                      |
| Zinc           | Alcohol deshidrogenasa Carbonic anhidrasa DNA polimerasa |

### Orgànics
Els cofactors orgànics són molècules orgàniques petites (>1.000 Da) que, tant es poden unir dèbilment com fortament a l'enzim, i participar directament en la reacció. En el segon cas, quan és difícil separar-ho sense desnaturalitzar l'enzim es parla de grup prostètic. Cal dir però, que no hi ha una clara divisió entre els cofactors fortament i dèbilment units. A més a més, molts cofactors com ara el NAD+ poden estar units fortament a alguns enzims, mentre estan lligats dèbilment a altres.
Un altre exemple és la pirofosfat de tiamina (TPP) que està unida fortament a tranquetolases o al piruvat descarboxilasa, mentre que està menys fortament lligat al piruvat deshidrogenasa. Altres coenzims com el FAD, les lipoamides, etc., estan units de forma covalent.
Els cofactors units fortament, normalment són regenerats durant el mateix cicle de la reacció, mentre que els cofactors units dèbilment poden ser regenerats en una reacció posterior catalitzada per un enzim diferent. En aquest últim cas, el cofactor també pot ser considerat com a substrat o cosubstrat.
Les vitamines poden servir com a precursores per a molts cofactors orgànics (p.ex: tiamina, riboflavina, B6, B12, niacina, àcid fòlic) o com a coenzims d'elles mateixes (p. ex. vitamina C). Això no obstant, les vitamines tenen altres funcions en l'organisme.
Alguns cofactors orgànics també contenen un nucleòtid, com ara els portadors d'electrons com el NAD+, el FAD o el CoA, que du grups acil. La majoria d'aquests cofactors es troben en una immensa varietat d'espècies i, alguns són universals per a totes les formes de vida.

### Vitamines i derivats
| Cofactor                    | Vitamina             | Component addicional | Grups químics transferits                | Distribució                    |
| Tiamina pirofosfat          | Tiamina (B1)         | Cap                  | 2 grups carboni, segment α               | Bacteris, archaea i eucariotes |
| NAD+ i NADP+                | Niacina (B₃)         | ADP                  | Electrons                                | Bacteris, archaea i eucariotes |
| Piridoxal fosfat            | Piridoxina (B₆)      | Cap                  | Grups amino i carboxil                   | Bacteris, archaea i eucariotes |
| Lipoamida                   | Àcid lipoic          | Cap                  | electrons, grups acil                    | Bacteris, archaea i eucariotes |
| Metilcobalamina             | Vitamina B₁₂         | Grup metil           | grup acil                                | Bacteris, archaea i eucariotes |
| Cobalamina                  | Cobalamina (B₁₂)     | Cap                  | hidrogen, grups alquil                   | Bacteris, archaea i eucariotes |
| Biotina                     | Biotina (H)          | Cap                  | CO₂                                      | Bacteris, archaea i eucariotes |
| Coenzim A                   | Àcid pantotènic (B₅) | ADP                  | Grup acetil i altre Grup acil            | Bacteris, archaea i eucariotes |
| Àcid tetrahidrofoic         | Àcid fòlic (B9)      | Glutamat residus     | Metil, formil, methilè i grups forminina | Bacteris, archaea i eucariotes |
| Menaquinona                 | Vitamina K           | Cap                  | Grup carbonil i electrons                | Bacteris, archaea i eucariotes |
| Àcid ascòrbic               | Vitamina C           | Cap                  | Electrons                                | Bacteris, archaea i eucariotes |
| Mononucleòtid de flavina    | Riboflavina (B₂)     | Cap                  | Electrons                                | Bacteris, archaea i eucariotes |
| Dinucleòtid flavina adenina | Riboflavina (B₂)     | Cap                  | Electrons                                | Bacteris, archaea i eucariotes |
| Coenzim F420                | Riboflavina (B₂)     | Àcids amino          | Electrons                                | Metanogens i alguns bacteris   |

### No-vitamines
| Cofactor                         | Grup(s) químics transferits      | Distribució                               |
| Adenosina trifosfat              | Grup fosfat                      | Bacteris, archaea i eucariotes            |
| Metionina S-Adenosil             | Grup metil                       | Bacteris, archaea i eucariotes            |
| Coenzim B                        | Electrons                        | Metanogens                                |
| Coenzim M                        | Grup metil                       | Metanogens                                |
| Coenzim Q                        | Electrons                        | Bacteris, archaea i eucariotes            |
| Trifosfat de citidina            | Diacilglicerols i grups lipídics | Bacteris, archaea i eucariotes            |
| Glutatió                         | Electrons                        | Alguns bacteris i la mojoria d'eucariotes |
| Heme                             | Electrons                        | Bacteris, archaea i eucariotes            |
| Metanofurà                       | Grup formil                      | Metanogens                                |
| Molibdeproteïna                  | àtoms d'Oxigen                   | Bacteris, archaea i eucariotes            |
| Nucleòtid de sucres              | Monosacàrids                     | Bacteris, archaea i eucariotes            |
| 3'-fosfoadenosina-5'-fosfosulfat | Grup sulfat                      | Bacteris, archaea i eucariotes            |
| Pirroloquinolina quinona         | Electrons                        | Bacteris                                  |
| Tetrahidrobiopterina             | àtom d'oxigen i electrons        | Bacteris, archaea i eucariotes            |
| Tetrahidrometanopterina          | Grup metil                       | Metanogens                                |

## Cofactors com a intermediaris metabòlics

La reacció redox del dinucleòtid nicotinamida adenina.

El metabolisme inclou un gran nombre de reaccions químiques, però la majoria es troba sota algunes de les reaccions bàsiques que inclouen la transferència de grups funcionals. La química permet que les cèl·lules utilitzin un grup reduït d'intermediaris metabòlics per portar grups químics entre reaccions químiques diferents. Aquests grups intermediaris de transferència estan units dèbilment a cofactors orgànics, anomenats normalment coenzims.
Cada tipus de reacció de transferència de grups es duu a terme a partir d'un cofactor particular, el qual fa de substrat per a un grup d'enzims que el sintetitzen i un grup d'enzim que el degraden. Un exemple d'això, són les deshidrogenases que utilitzen el NAD+ com a cofactor, on cents de tipus d'enzims capten i alliberen electrons dels seus substrats i redueixen el NAD+ a NADH. Aquest cofactor reduït és després un substrat per a qualsevol de les reductases de la cèl·lula que requereixi electrons per reduir els seus substrats.
Aquests cofactors són contínuament reciclats com a part del metabolisme. L'ATP del cos humà és constantment transformat en ADP i després un altre cop en ATP. Tot i així, en qualsevol moment, la quantitat total d'ADP+ATP es manté força constant. L'energia utilitzada per les cèl·lules humanes requereix la hidròlisi de 100 a 150 mols d'ATP diaris, que són entre 50 i 75 kg. Típicament, un humà utilitzarà el seu pes d'ATP durant el curs de tot el dia. Això significa que cada molècula d'ATP és reciclada entre 1.000 i 1.500 vegades al dia.

## Evolució
Els cofactors orgànics com l'ATP i el NADH són presents en totes les formes de vida conegudes, i formen part del metabolisme. La conservació universal indica que aquestes molècules eren presents fa molt temps en el desenvolupament de la matèria viva. Almenys un dels grups de cofactors de l'actualitat han estat presents en l'avantpassat universal.
Els cofactors orgànics devien ser presents encara més d'hora en la història de la vida a la Terra. El nucleòtid d'adenosina és present en cofactors que catalitzen moltes reaccions metabòliques bàsiques, com ara els grups metil, acil i fosforil, com també les reaccions redox. Aquestes estructures químiques han estat destinades a formar part de l'ARN.
Els cofactors que contenen adenosina estan pensats per actuar com adaptadors intermediaris que permeten, als enzims i als ribosomes, unir nous cofactorsa partir de petites modificacions que hi pugui haver en els dominis d'unió de l'adenosina, estaven pensats, originàriament, per unir-se a un cofactor diferent.

## Història
El primer cofactor orgànic que va ser descobert va ser el NAD+, que va ser identificat per Arthur Harden i William Youndin, el 1906. Ells s'adonaren que afegint extracte de llevat bullit i filtrat, s'accelerava molt la fermentació de l'alcohol que en extractes de llevat no bullits. A aquest factor inidentificat responsable d'aquest efecte, l'anomenaren coferment. A partir d'una llarga i difícil purificació dels extractes de llevat, aquest factor estable i calent va ser identificat com un nucleòtid sucre fosfat per Hans von Euler-Chelpin. Altres cofactors van ser identificats a principis del segle xx, com l'ATP que va ser aïllat el 1929 per Karl Lohmann i, el CoA que va ser descobert el 1945 per Fritz Albert Lipmann.
Les funcions d'aquestes molècules, primer eren misterioses, però el 1936, Otto Heinrich Warburg va identificar la funció del NAD+. Aquest descobriment va ser seguit a principis dels anys quaranta per Herman Kalckar, qui va establir la relació entre l'oxidació dels sucres i la síntesi d'ATP. Això va confirmar el paper principal de l'ATP en la transferència d'energia que havia estat plantejada per Fritz Albert Lipmann el 1941. Més tard, el 1949, Morris Friedkin i Albert L. Lehninger demostraren que el NAD+ relacionava vies metabòliques com el cicle de l'àcid cítric i la síntesi de l'ATP.

## Cofactors no-enzimàtics
Aquest terme s'utilitza en altres àrees de biologia, per referir-se més àmpliament a les molècules que no són proteïnes (o fins i tot a les que ho són), que tant activen, com inhibeixen, com són necessàries per a la proteïna perquè puguin fer la seva funció. Per exemple, els lligands com les hormones que s'uneixen a un receptor de proteïnes activat són cofactors o coactivadors, mentre que les molècules que inhibeixen les proteïnes receptores són correpressors.